# Скотт Довсон
Скотт Довсон (англ. Scott Dawson, нар. 30 червня 1984, Вайтвіль, Північна Кароліна, США) — професійний американський реслер. Виступає на підготовчому майданчику NXT, де нині є Командним Чемпіоном NXT.

## Здобутки та нагороди
- American Championship Pro Wrestling
  - ACPW Heavyweight Championship[1]
- WWE NXT
  - Командне чемпіонство NXT